# تیدور (شهر)
تیدور (به لاتین: Tidore) یک منطقهٔ مسکونی در اندونزی است که در ملوک شمالی واقع شده‌است.
 تیدور ۱٬۵۵۰٫۳۷ کیلومتر مربع مساحت و ۱۰۱٬۴۱۴ نفر جمعیت دارد.